# Christophe Declerck
Pour les articles homonymes, voir DeclercK.
Christophe Declerck, né le 12 novembre 1968 à Dunkerque, est un pilote français de rallye-raid en quad.

## Palmarès

### Résultats au Rallye Dakar
- Rallye d'Europe centrale en 2008 : 2e avec 1 victoire d'étape
- 2009 : abandon à la 7e étape avec 2 victoires d'étape
- 2010 : 4e avec 3 victoires d'étape
- 2011 : 4e avec 1 victoire d'étape
- 2012 : abandon à la 5e étape
- 2015 : 5e avec 2 victoires d'étape

### Championnat du monde de rallye-raid
- Champion du monde des rallyes-raids en 2006